# Dribblarna
Dribblarna (engelska: Celtic Pride) är en amerikansk komedifilm från 1996 i regi av Tom DeCerchio.

## Handling
Boston Celtics största fans tar till drastiska metoder för att säkra lagets vinst i finalen.

## Rollista i urval
- Damon Wayans - Lewis Scott
- Daniel Stern - Mike O'Hara
- Dan Aykroyd - Jimmy Flaherty
- Gail O'Grady - Carol O'Hara
- Christopher McDonald - tränare Kimball
- Paul Guilfoyle - Kevin O'Grady
- Scott Lawrence - Ted Hennison
- Darrell Hammond - Chris McCarthy